# Нгалоп
Нгалоп (на дзонгкха: སྔལོངཔ་) е народ с тибетски корени, населяващ Бутан от 9 век. Наричан е също бхотия, което означава „хора от Тибет“ и предизвиква объркване, тъй като този термин обозначава и тибетците.
Нгалоп внасят тибетската култура и будизма в Бутан и съставляват преобладаващия политически и културен елемент в съвременен Бутан. Поради тази причина нгалоп са често идентифицирани като бутанци. Езикът им, дзонгкха, произхожда от тибетския и е официалният език в страната. Нгалоп преобладават в западните и северните части на Бутан, включващи Тхимпху. Терминът нгалоп може да включва няколко лингвистични и културни групи, като например народа кхенг и говорещите езика бумтанг.

## Население
Нгалоп са концентрирани в западните и централните долини на Бутан, чието население към 2010 г. е 708 500 души. Заедно, нгалоп, шарчоп и други племена съставят около 72% от населението на страната в края на 1980-те години, според бутанските статистики. CIA World Factbook оценява населението на нгалоп и шарчоп на около 50% от общото население на Бутан или 354 200 души.

## Език
Народът говори дзонгкха. Тъй като нгалоп са политически и културно доминиращият етнос в Бутан, дзонгкха е езикът на правителството и на обучението в кралството. Други групи, които се идентифицират културно като нгалоп говорят кхенг и бумтанг. В известна степен, шарчоп, които обитават източните части на Бутан и говорят цангла, също могат да се идентифицират като нгалоп.

## Религия
Нгалоп изповядват тибетски будизъм или по-точно друкпа от школата кагю на ваджраяна, което е и държавната религия на Бутан. Значителен брой хора също следват школата нингма, която е преобладавала в ранната история на Бутан. Има и малцинство, практикуващо религията бон.

## Начин на живот
Основните селскостопански култури са бутански червен ориз, картофи, ечемик и други култури на умерения климат. Нгалоп строят къщи от дърво, камък, глина и тухли. Те, също така, строят големи крепости-манастири, наричани дзонг. Кралят, правителството и всички граждани са задължени да следват националния дрескод – Дриглам Намжа, който произхожда от Нгалоп.